# 克魯托亞爾卡 (第聶伯羅彼得羅夫斯克州)
48°10′59″N 35°53′27″E / 48.18306°N 35.89083°E
克魯托亞爾卡（烏克蘭語：Крутоярка）是烏克蘭的村庄，位於該國中部第聶伯羅彼得羅夫斯克州，由錫內利尼科韋區瓦西里基夫卡市镇負責管轄，距離阿夫拉米夫卡和切爾沃納多利納2公里，2001年人口23。